# Europalette

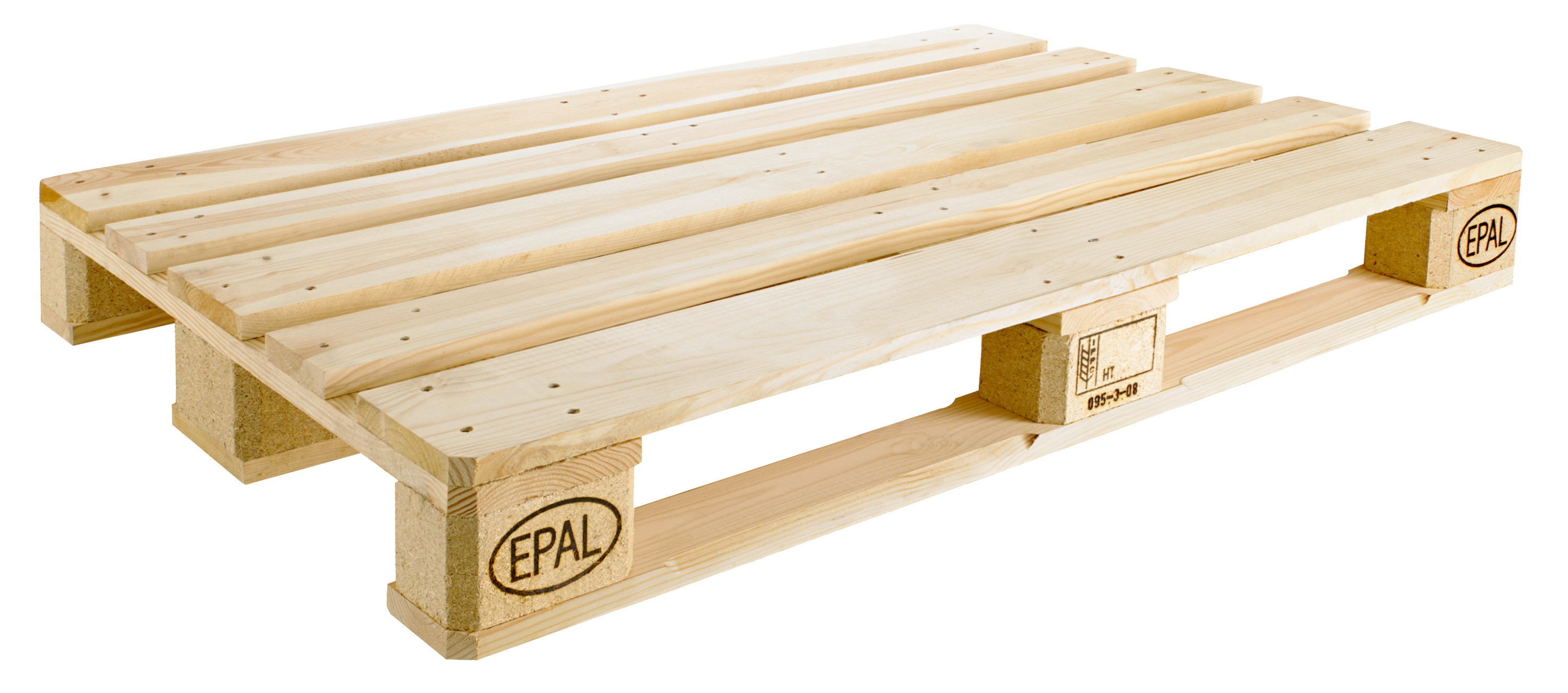
Fabrikneue Europalette

Maße von Europaletten

Eine Europalette (seltener auch Europoolpalette) ist eine Flachpalette (FP) aus Holz aus dem Tauschsystem des Europools, die nach EN 13698-1 gekennzeichnet wird.

## Eigenschaften
Die Standardpalette nach EN 13698-1 ist eine mehrwegfähige Transportpalette mit einer Grundfläche von 0,96 Quadratmetern (0,4 Lademeter) und den Maßen 1200 mm × 800 mm × 144 mm (Länge × Breite × Höhe) sowie einem Eigengewicht von 20 bis 24 kg (je nach Holzfeuchte). Sie besteht aus elf Brettern und neun Klötzen und wird von genau 78 geriffelten Nägeln zusammengehalten. Die Spalten zwischen den Brettern an der Oberseite einer Europalette sind typischerweise 40–43 mm breit.
Die Europalette ist UIC-genormt und entspricht den Bestimmungen der European Pallet Association (EPAL).
Die Palette hat definierte Fasen an den vier senkrechten Außenkanten, um das Verhaken und das Splittern des Holzes beim Rangieren von eng gestellten Paletten zu verhindern. Zwischen den neun Klötzen haben die drei Bodenbretter streckenweise Anfasungen, um das Einfädeln mit Gabelzinken oder Hineinrollen mit einem Hubwagen zu erleichtern.
Eine Europalette ist eine Vierwegpalette, d. h. sie kann von allen vier Seiten mit Flurfördergeräten wie Gabelstaplern oder Hubwagen aufgenommen und befördert werden.
Zur Schädlingsbekämpfung werden zwischen Nichtmitgliedsländern und EU gehandelte Holzpaletten für 30 Minuten auf 56 °Celsius erhitzt, dadurch werden die Eiweiße denaturiert. Wärmebehandelte Paletten tragen den Stempel nach dem Internationalen Pflanzenschutzübereinkommen (IPPC)
Von EPAL sind 17 Holzarten zur Fertigung von Paletten zugelassen. Die Klötze können auch aus Pressspan bestehen.

## Geschichte der Europalette
Anfang 1961 und in den darauffolgenden Jahren unterzeichneten einige europäische Eisenbahnen, die in der Vereinigung der Internationalen Eisenbahnen (UIC) (Union Internationale des chemins de fer) organisiert sind, einen Vertrag über eine tauschbare Palette mit dem Namen Europalette. Ende 1968 unterschrieben einige Bahnen einen weiteren Vertrag über eine tauschbare Gitterbox mit dem Namen Eurogitterbox. Die unterzeichnenden Eisenbahnen waren zur Einhaltung der Normen der Herstellung und zur Reparatur der Europaletten sowie der Eurogitterboxen verpflichtet. Die Überwachung bzw. die Gewährleistung zum störungsfreien Tausch im EPP (Europäischer Palettenpool) wurde vertraglich vereinbart.
Mitte der 1970er Jahre übertrug die Deutsche Bundesbahn ihre Rechte der Zeichen DB, RAL-RG 993, ovales EUR und EPAL an den Europaletten und Eurogitterboxen an die Gütegemeinschaft Paletten, den heutigen Europäischen Dachverband des EPAL, und die Zeichen wurden somit markenrechtlich geschützt.
Die Falkenhahn AG als Hersteller von Paletten mit der Kennzeichnung World bietet diese ebenfalls als Tauschpaletten an. Diese Paletten sind jedoch bei gleichen Maßen nicht kompatibel mit dem EPAL-Tauschsystem.
Große Hersteller von Europaletten sind die englisch-australische CHEP und die französische LPR.

## Benutzung
Nach den Maßen der Europalette richten sich die Innenmaße von Wechselbrücken, Wechselaufbaubehältern und Sattelaufliegern. In der Regel beträgt die nutzbare Ladebreite 2,40 Meter (plus 4 cm Luft), so dass zwei Europaletten quer oder drei Europaletten längs gestellt werden können. Damit Kühl-Lkw, die wegen der Isolierung dickere Wände benötigen, innen ebenso viel Weite bieten, dürfen sie in Europa 260 cm statt 255 cm Breite wie Lkw sonst aufweisen.
In vielen Industriebetrieben sind Verpackungen und Umverpackungen – möglichst weitgehend – auf Europaletten abgestimmt. Z. B. Eurobox (40 × 60 cm), Getränkekiste (30 × 40 cm), Karton-Trays für (4 × 6 =) 24 0,5-L-Bierdosen (26,7 × 40 cm), Big Bags (80 × 100 cm, ausbauchend). Durch Verbundstapelung oder Kartonzwischenlagen kann der Zusammenhalt des Stapels selbst verbessert werden. Häufig wird ein Stapel horizontal mit selbsthaftender Wickelfolie umwickelt. Folienhauben schützen vor Regen, mitunter wird Schrumpffolie verwendet. Vertikale Umreifung mit Polyester oder Stahlband läuft unten durch die Öffnungen der Europalette.
Im rationellen Lebensmittelhandel und Baumarkt wird ein Teil des Angebots direkt auf ganzen oder halben Europaletten präsentiert. Selbststehende Verkaufsdisplays mit Kartonpodest-Regal basieren oft auf einer Kunststoffpalette – 60 × 80 cm, halb so groß wie eine Europalette.
Der Innenraum von ISO-Containern lässt sich mit Europaletten nicht restlos ausnutzen, da die Maße der ISO-Container in den USA festgelegt wurden. Zur optimalen Ausnutzung der Ladefläche von ISO-Containern werden Containerpaletten der Typen F11 und F76 aus Kunststoff oder Pressholz verwendet.
| Bezeichnung            | Maß               | Maximale Palettenbeladung in einem ISO-20’-Container |
| ---------------------- | ----------------- | ---------------------------------------------------- |
| F11                    | 1135 mm × 1135 mm | 10                                                   |
| EPAL CP1 Palette (F10) | 1000 mm × 1200 mm |                                                      |
| EPAL CP3 Palette (F11) | 1140 mm × 1140 mm | 10                                                   |
| EPAL CP5 Palette (F76) | 0760 mm × 1140 mm | 15                                                   |

Europäische Binnencontainer sind etwas breiter als ISO-Container, um ohne Laderaumverlust mit Europaletten (1200 mm × 800 mm) befüllt werden zu können.

## Kennzeichnung

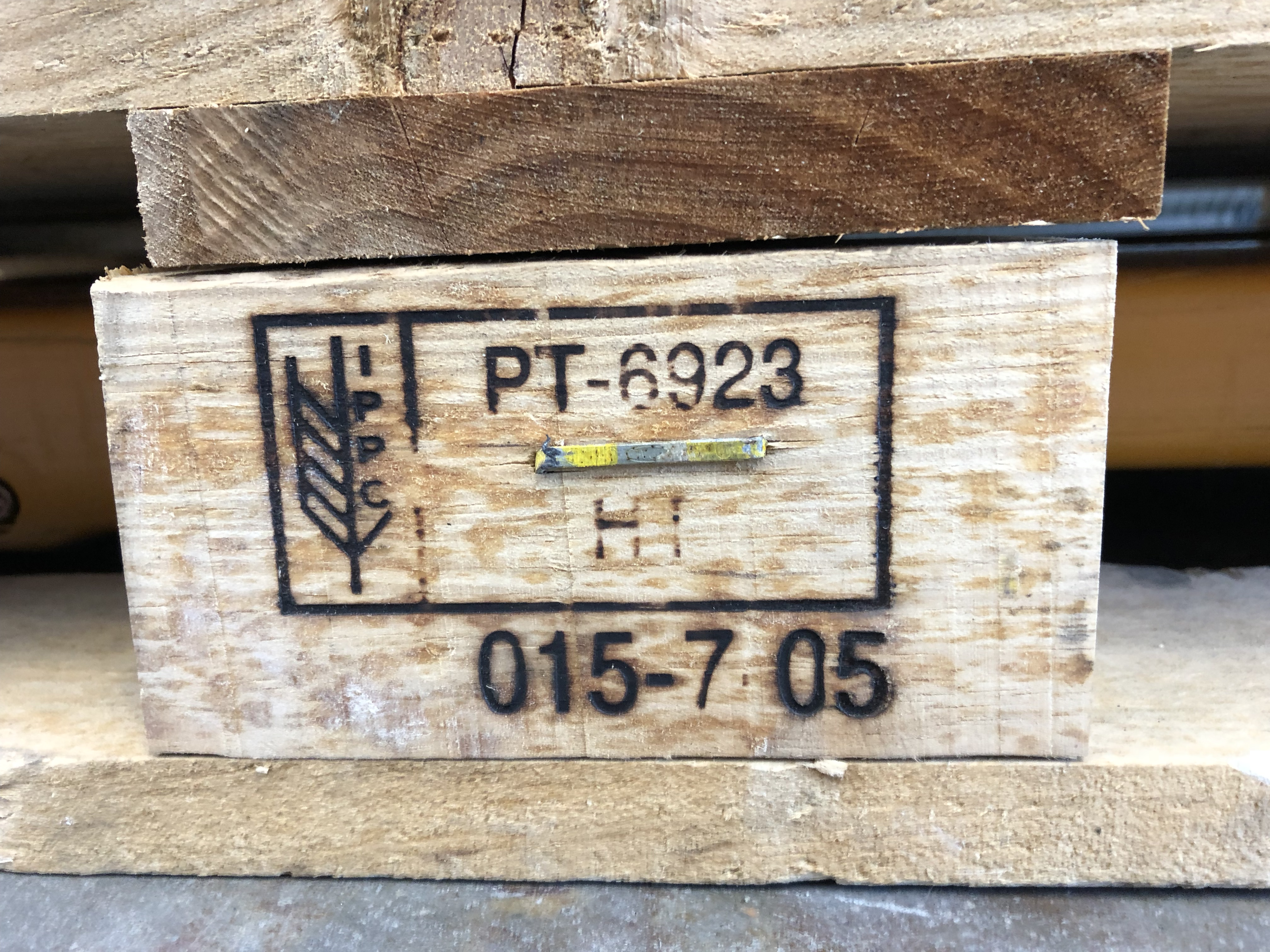
Mittlerer Klotz einer Europalette, Kennzeichnung im EPAL-System

Eine Europalette des EPAL-Systems muss folgende Kennzeichnungen aufweisen, um als solche behandelt zu werden:

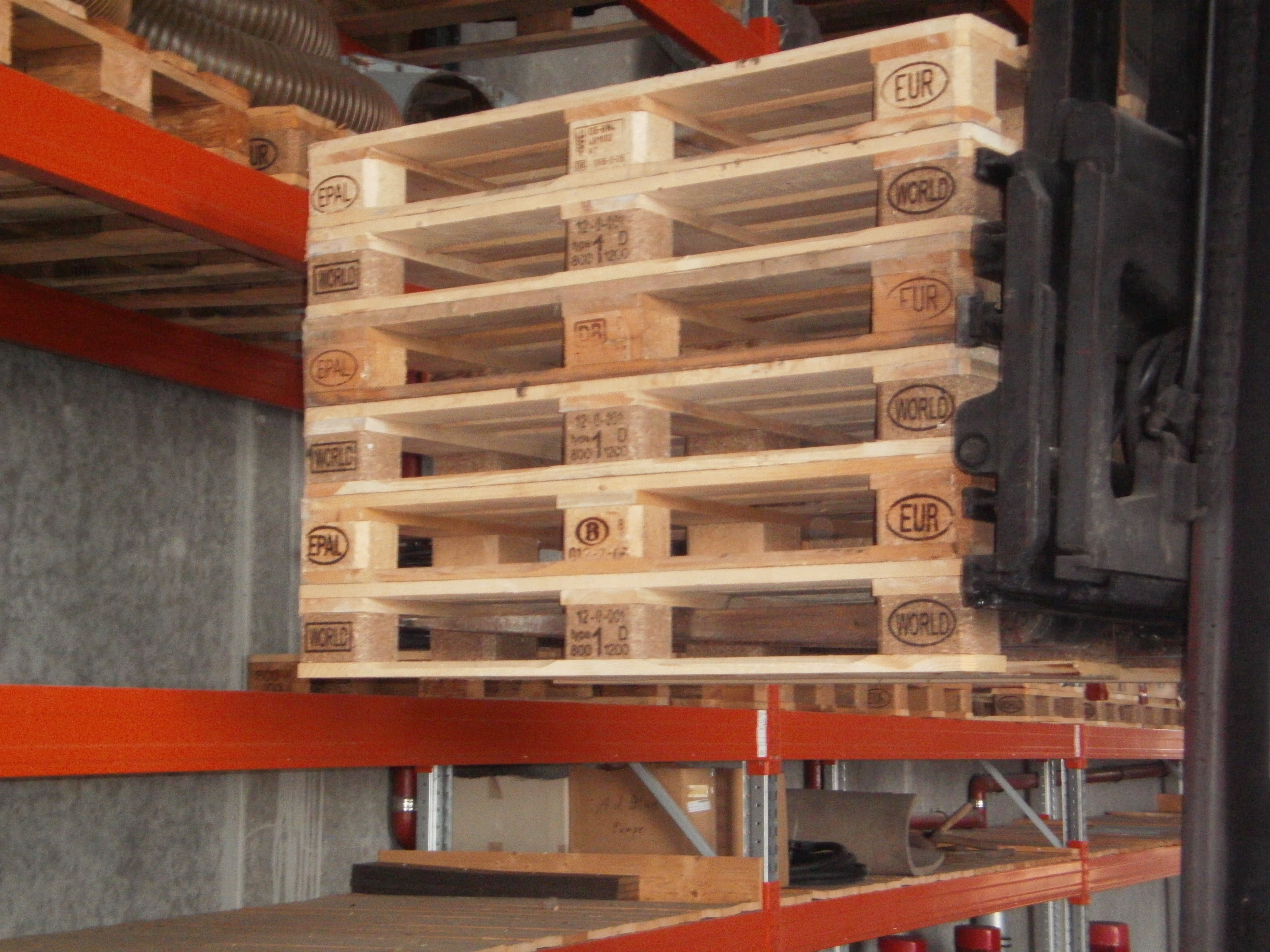
Europaletten mit EPAL- und EUR-Zeichen (bis 2017)

Linker und rechter Klotz (in der Ansicht der längeren Seite)
- Die Kennzeichnung EPAL in ovaler Umrandung (EPAL = European Pallet Association e. V.)

Mittlerer Klotz
- Kennzeichen des Unternehmens mit Umrandung z. B. „DB“ für die Deutsche Bahn AG
- Herstellungsland z. B. „DE“ für Deutschland
- Güteprüfklammer (unter dem DE) und ggf. Reparaturnagel (wenn die Palette bereits repariert wurde)
- Registriernummer der zuständigen Pflanzenschutzbehörde
- Ziffern: Nummer des Herstellers – Herstellungsjahr – Herstellungsmonat
- IPPC-Kennzeichnung für schädlingsfreies Holz (gemäß den nationalen Pflanzenschutzbestimmngen, wichtig für den EU-Außenhandel)

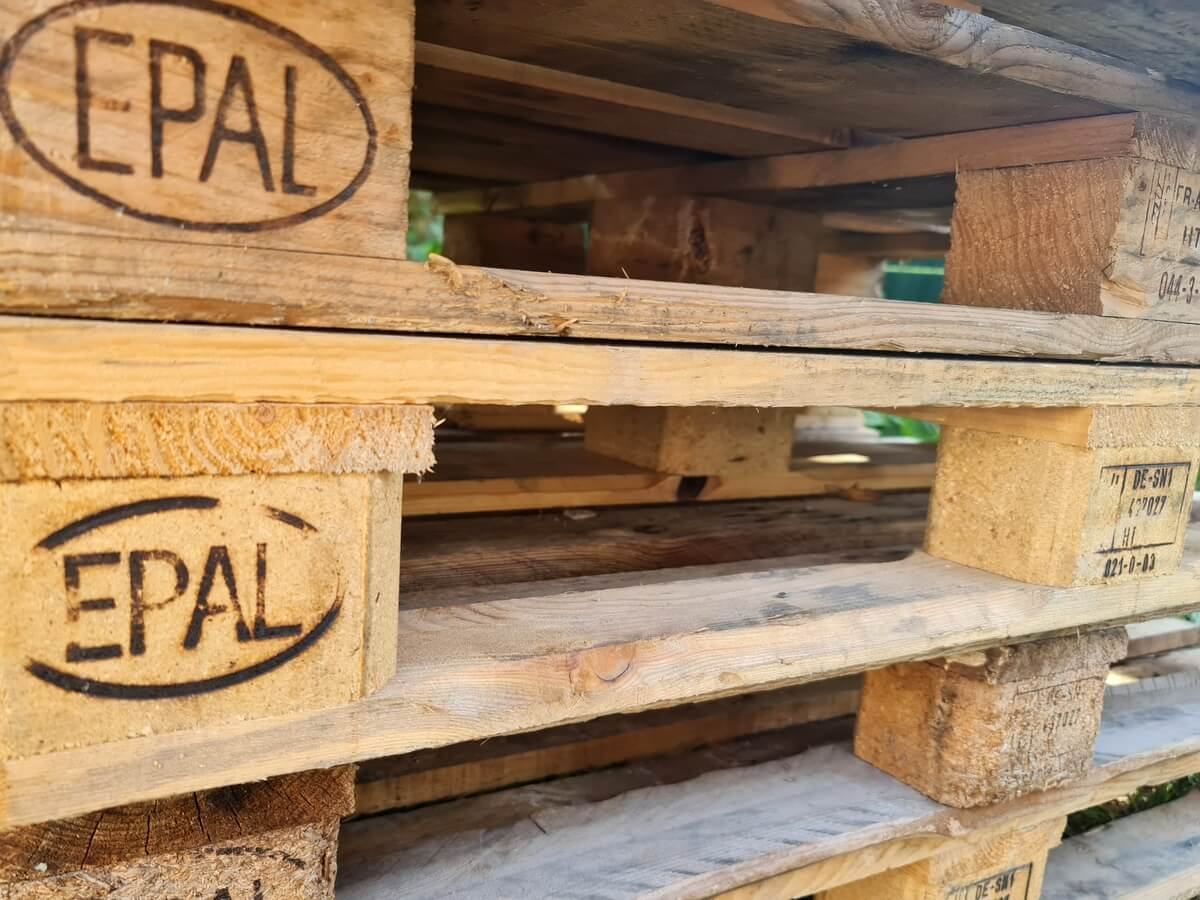
EPAL Palettenstapel

Die Markierung erfolgt in der Regel durch Brandstempelung in Holz. Vor dem 1. August 2013 trug der rechte Eckklotz statt EPAL das Zeichen des Europäischen Paletten-Pools EUR, ebenfalls im Oval. Das EUR-Zeichen im Oval war noch bis Anfang 2017 in Verwendung.
| Länderkennzeichnung | Herstellungsland        |
| ------------------- | ----------------------- |
| A                   | Österreich              |
| B                   | Belgien                 |
| BG                  | Bulgarien               |
| BIH                 | Bosnien und Herzegowina |
| BY oder auch GUS    | Belarus                 |
| CH                  | Schweiz                 |
| DE                  | Deutschland             |
| E                   | Spanien                 |
| F                   | Frankreich              |
| GB                  | Vereinigtes Königreich  |
| GR                  | Griechenland            |
| H                   | Ungarn                  |
| HR                  | Kroatien                |
| I                   | Italien                 |
| IRL                 | Irland                  |
| LT                  | Litauen                 |
| LV                  | Lettland                |
| NL                  | Niederlande             |
| PL                  | Polen                   |
| PT                  | Portugal                |
| RO                  | Rumänien                |
| RUS                 | Russland                |
| SE                  | Schweden                |
| SK                  | Slowakei                |
| SZ                  | Slowenien               |
| TR                  | Türkei                  |
| UA                  | Ukraine                 |

## Gewichtsbelastungen einer Europalette
Die EUR-Flachpalette ist für eine Punktbelastung von 1000 kg und eine Tragfähigkeit von 1500 kg bei gleichmäßiger Verteilung ausgelegt. „Das Konstrukt ist robust genug, um Stürze zu überstehen und von einem Gabelstapler mit einem Gewicht von 4 t überfahren zu werden.“

## Qualitätsunterschiede

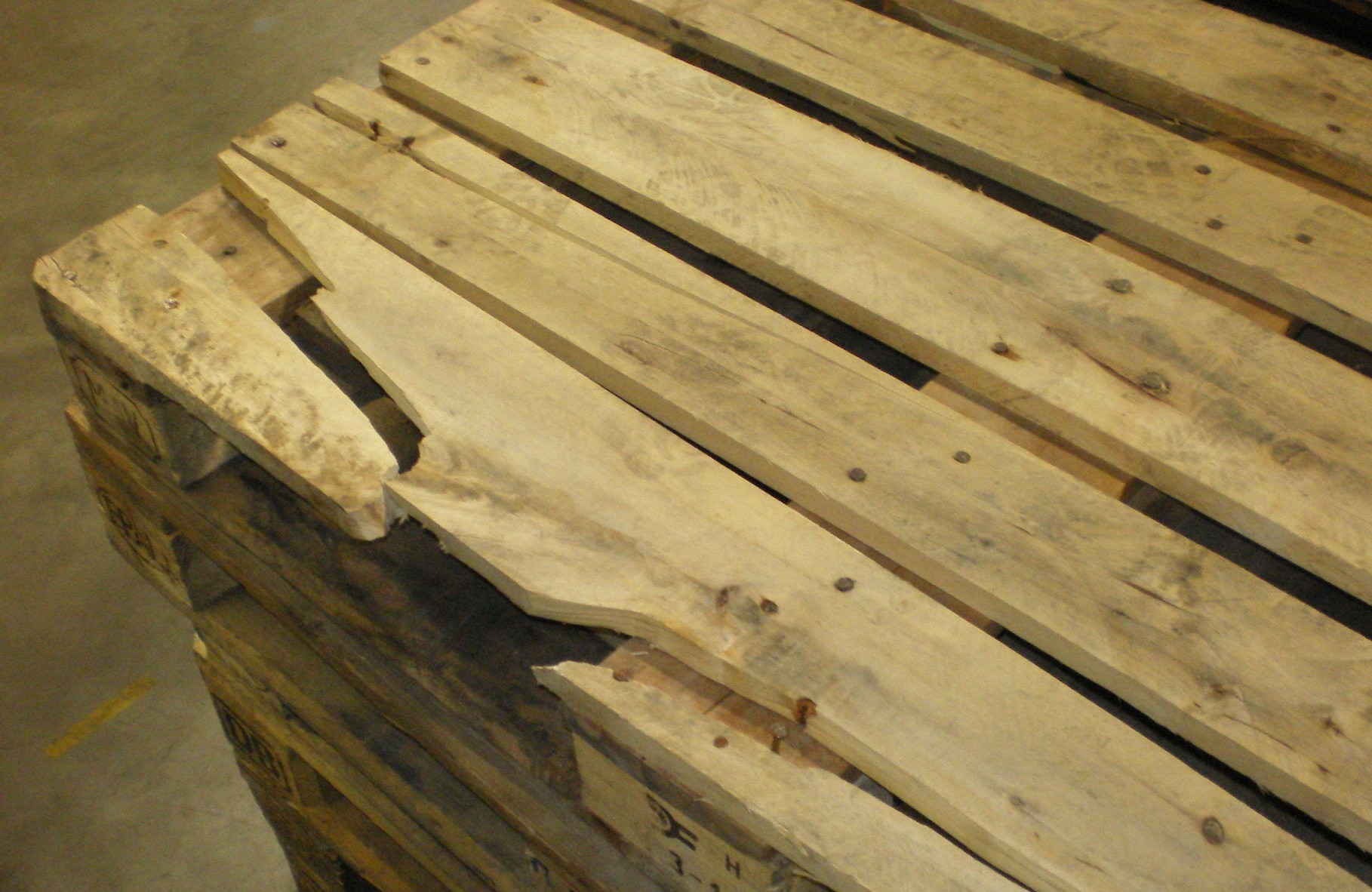
Europalette mit beschädigtem Deckbrett

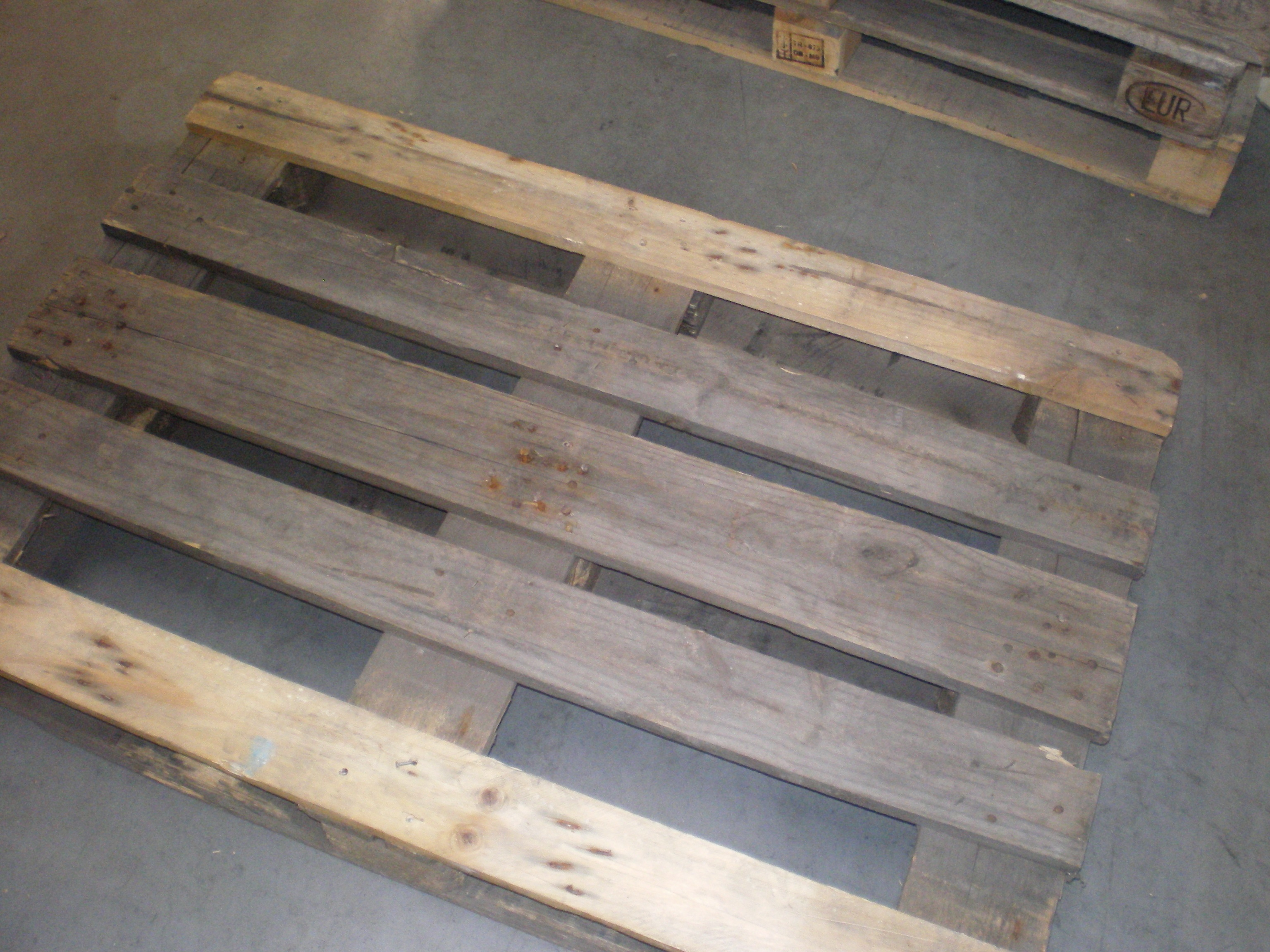
Nicht normgerecht reparierte Europalette: zu schmales Randbrett, zu breiter Spalt

Man unterscheidet beim Europaletten-Tausch folgende Qualitäten:
Neue Europalette:
Direkt vom Hersteller an den Kunden geliefert. Üblich in der Lebensmittelindustrie sowie bei Arzneimitteln und sonstigen gegen Verschmutzung empfindlichen Waren.
Neuwertige Europalette:
Europalette, die in höchstens zwei Tauschvorgänge involviert war. Üblich bei Industriebetrieben mit Verpackungsmaschinen, die Europaletten verwenden. Unter anderem dürfen hier keine Holzsplitter von der Europalette abstehen.
Gebrauchte/tauschfähige Europalette:
Die Palette darf Mängel wie eine dunklere Färbung oder Absplitterungen aufweisen.
Verbrauchte/nicht mehr tauschfähige Europalette:
Reparaturbedürftige oder auszusondernde Europalette.
Reparierte Europaletten:
Nicht mehr tauschfähige Europaletten werden von eingetragenen und von der EPAL lizenzierten Betrieben repariert. So reparierte Europaletten fallen wiederum in die Kategorie gebraucht/tauschfähig. Erkennen kann man reparierte Europaletten an einem runden Nagelsiegel im Mittelklotz, das ausschließlich von der EPAL vergeben wird.
Trotz einfacher Unterscheidungsregeln weichen insbesondere die Bewertungen zwischen „tauschfähig“ und „nicht tauschfähig“ in der Praxis voneinander ab. In Deutschland werden teilweise neben neuen Paletten auch Paletten der 1. und 2. Wahl unterschieden. 

## Palettentausch

### Tauschkriterien
Nicht tauschfähig sind Paletten laut EPAL, wenn
- die Palette nicht von einem lizenzierten Betrieb nach EPAL-Kriterien hergestellt wurde,[22][23]
- die EPAL- oder EUR-Markierungen auf den Klötzen fehlen,
- ein Brett fehlt,
- Bretter so beschädigt sind, dass mehrere Nagelschäfte sichtbar sind,
- ein Klotz fehlt oder so beschädigt ist, dass mehr als ein Nagelschaft sichtbar ist,
- der Allgemeinzustand sehr schlecht ist (morsch, verschmutzt).

Die Bestimmungen zur Herstellung und Reparatur von EPAL-Europaletten sind umfangreich, bis hin zur Position der einzelnen Nägel. Es befinden sich zahlreiche gefälschte Europaletten in Umlauf.

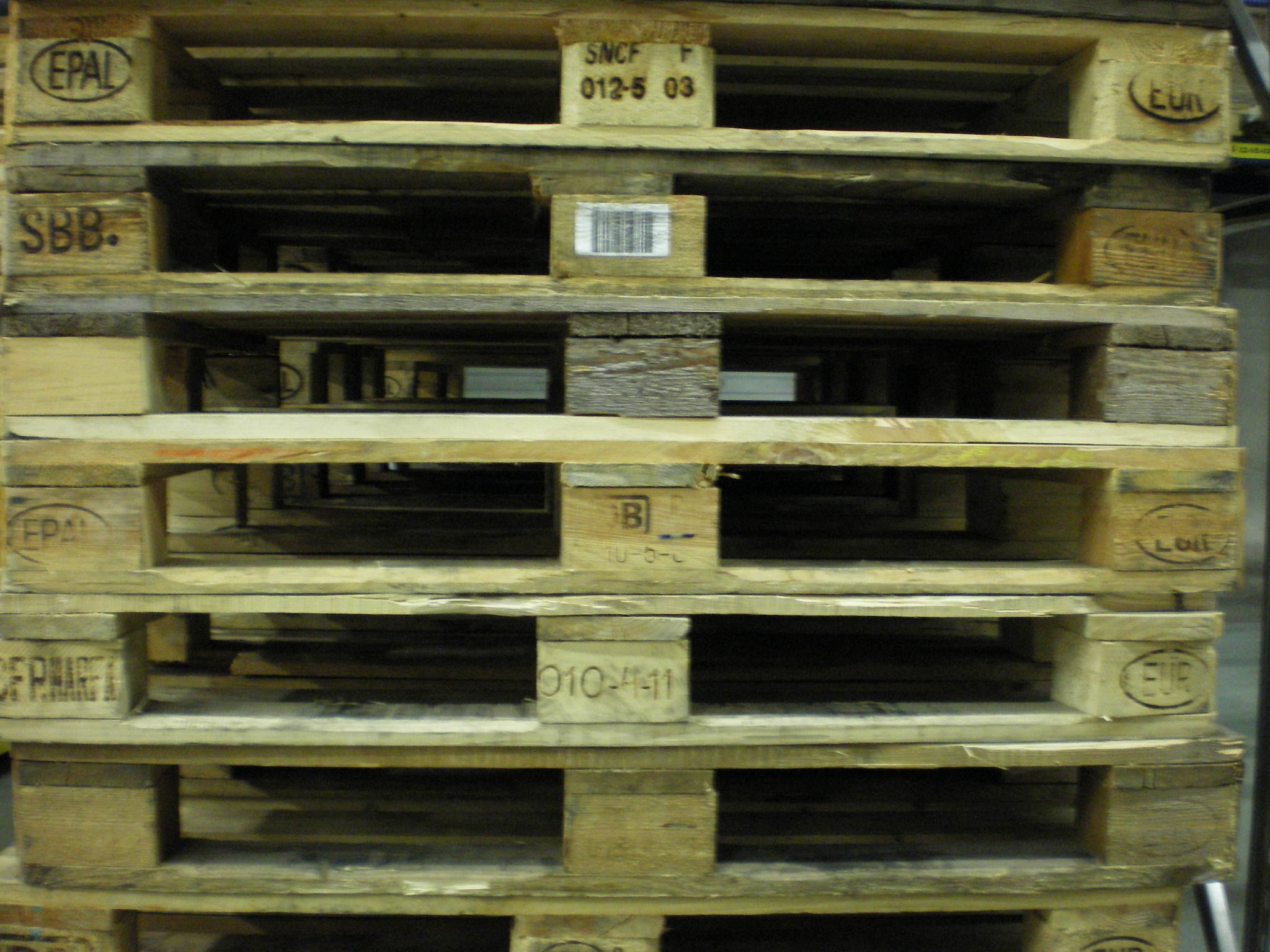
Gefälschte Europaletten. Die Paletten besitzen kein Kennzeichen am Klotz.

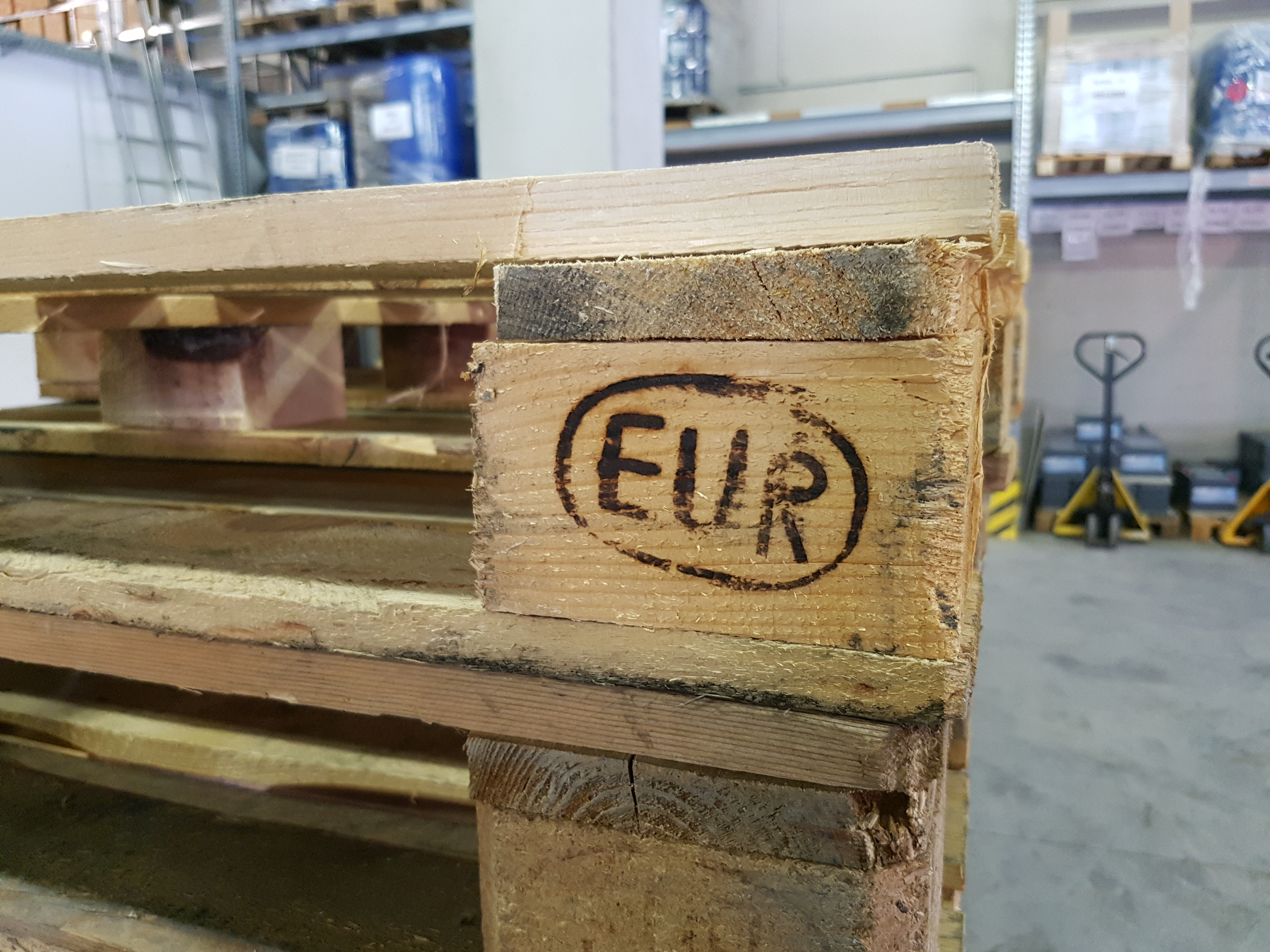
Offensichtlich gefälschtes Europool-Branding am Klotz einer Palette.

Der Begriff „einwandfreie Tauschpaletten“ ist nicht geregelt, so dass damit auch Paletten gemeint sein können, die den EPAL-Kriterien zur Tauschfähigkeit nicht entsprechen.
Ein Tausch kann verweigert werden, wenn
- vom Absender Europaletten zur Verfügung gestellt werden, die nicht den oben genannten Kriterien entsprechen,
- beim Empfänger keine Europaletten in den oben genannten Kriterien vorhanden sind,
- der Empfänger die Paletten mitgekauft hat.

Der Grund ist jeweils auf den Frachtpapieren zu vermerken.

### Tauschvereinbarungen und Klauseln
Der Palettentausch ist eine individuelle Vereinbarung zwischen Versender und Empfänger, eine Tauschverpflichtung (Gesetzesgrundlage) gibt es nicht. Eine Alternative zum Palettentausch ist der Weiterverkauf der Paletten. Üblich ist auch das Führen von Palettenkonten, dabei werden gelieferte und zurückgelieferte Paletten zwischen den Parteien in bestimmten Abständen abgerechnet.
Folgende Bedingungen sind für eine Tauschvereinbarung zwingend:
- Es handelt sich um eine Europalette gemäß den Qualitätskriterien.
- Der Versender weist bei Auftragsvergabe auf Europaletten hin.
- Auf den Frachtpapieren ist die Anzahl der Europaletten vermerkt.
- Der vom Spediteur beauftragte Frachtführer quittiert auf dem Frachtbrief, Palettenschein oder Lieferschein die Anzahl der beim Kunden gelieferten und zurückgenommen Paletten.

Für den Ablauf des Tauschs empfiehlt der Bundesverband Spedition und Logistik zwei verschiedene Klauseln:
- Kölner Palettentausch: Die Europaletten werden Zug um Zug, also bei der Belade- wie bei der Entladestelle, sofort getauscht. Der Verlader verpflichtet sich, dass die Anzahl der zu tauschenden Europaletten beim Empfang der Ladung bereitsteht. Diese Klausel findet meistens Anwendung im Direktverkehr.
- Bonner Palettentausch: Die Europaletten werden vom Verlader bis zu einem gewissen Kontingent zur Verfügung gestellt und auch beim Empfänger nicht getauscht. Diese Klausel findet meistens Anwendung im Sammelgutverkehr.

Ein Palettentausch ist nicht in allen Staaten üblich. Selbst innerhalb der EU hat er sich nicht in allen Mitgliedsländern durchgesetzt. Am Europaletten-Tauschpool nehmen 2014 sechs Staaten teil: Frankreich, Niederlande, Österreich, Belgien, Luxemburg und Deutschland. Die Schweizer Spediteure sind zum Jahresende 2007 aus dem Palettentausch ausgestiegen.

### Verschleißfaktor
In Kontrakten zwischen Verladern und Spediteuren wird in der Regel eine Verschleißrate von 5 % zu Gunsten des Spediteurs in Ansatz gebracht.

## Preis, Herstellmenge
Europaletten werden zu Tagespreisen gehandelt. Der Preis hängt von Angebot und Nachfrage sowie Zustand und Behandlung der Palette ab (z. B. schädlingsfrei nach IPPC). Vom Verkaufspreis zu unterscheiden sind Mietpreise und Kautionen. Im August 2011 betrug der Marktwert einer Europalette ca. 8,50 € und schätzungsweise 400 Mio. Stück waren im Umlauf. Für 2017 wurde ein Preis von rund 10 € angegeben. Im August 2021 werden Europaletten für rund 20 € gehandelt. Ein Jahr zuvor kostete eine Palette noch etwa 7 €. Hauptgrund für die Preissteigerung war der gestiegene Holzpreis. Auch die Kosten für die Rückführung von Paletten stieg im selben Zeitraum.
In Deutschland gibt es fast 440 Palettenhersteller, die 2018 insgesamt 111 Mio. Paletten im Wert von 900 Mio. Euro herstellten (2016: 103 Mio., 2017: 111 Mio.). Laut Bundesverband Holzpackmittel, Paletten und Exportverpackungen (HPE) waren 2018 aufgrund des durch die Wirtschaftslage gestiegenen Bedarfs Wartezeiten für die Lieferung von Paletten üblich und der Gebrauchtpalettenmarkt praktisch leer.

## Sonstige Verwendung

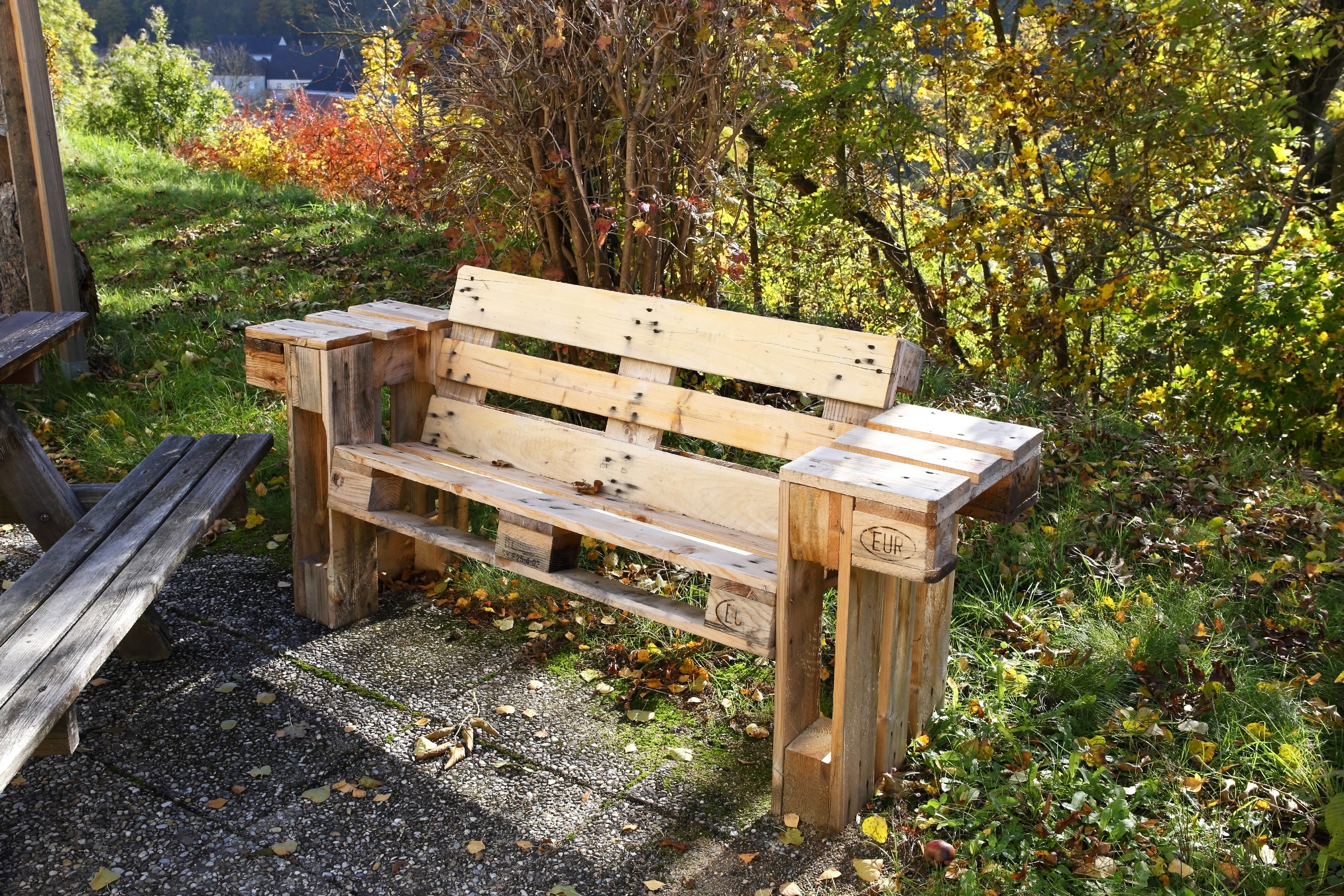
Ein Beispiel für Upcycling: aus gebrauchten Europaletten werden Gartenmöbel.

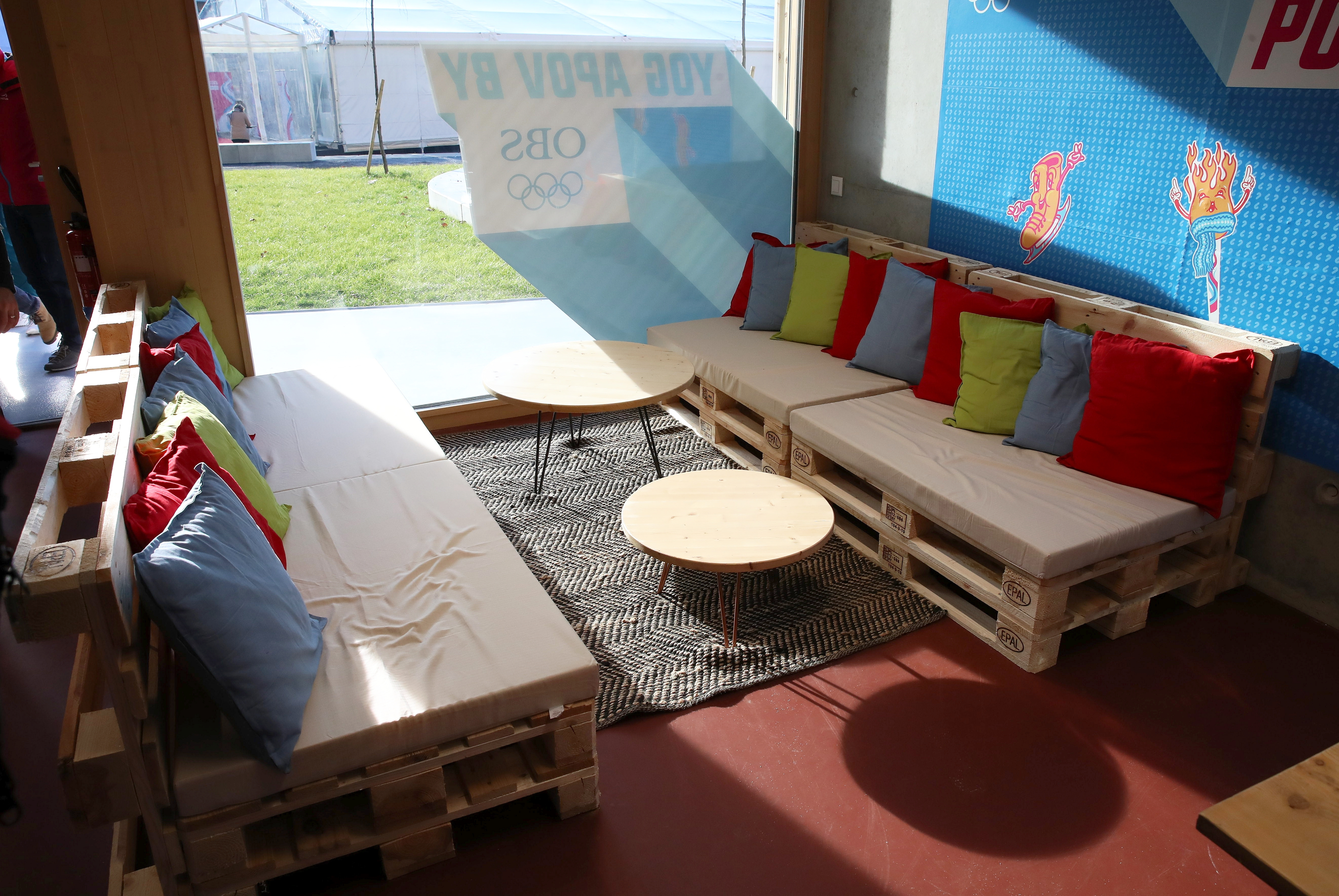
Einsatz im Wohnbereich

- Standardisierung, Preis und Verfügbarkeit machen Europaletten interessant für architektonische Projekte wie das „Palettenhaus“[29] sowie zum Upcycling, um etwa Möbelstücke für die Innen- oder Außeneinrichtung herzustellen. Europaletten können verwendet werden, um ein Palettenbett zu bauen.[30]
- Am Ende der Nutzungskette steht die Entsorgung in der Müllverbrennungsanlage. Nach dem Zersägen an den nagelfreien Stellen können Paletten auch als Brennholz genutzt werden. Je nach Herkunft und Nutzung kann das Holz jedoch mit Schwermetallen, Insektiziden und Fremdstoffen wie Ölen belastet sein. An einigen Orten wie z. B. dem Schweizer Kanton Thurgau ist das Verbrennen von Europaletten in privaten Feuerungen verboten.